# Bolotești, Vrancea
Bolotești este satul de reședință al comunei cu același nume din județul Vrancea, Moldova, România. Se află în Subcarpații de Curbură, pe malul drept al Putnei.